# Pinamalayan
Pinamalayan is een gemeente in de Filipijnse provincie Oriental Mindoro op het eiland Mindoro. Bij de laatste census in 2007 had de gemeente ruim 77 duizend inwoners.

## Geografie

### Bestuurlijke indeling
Pinamalayan is onderverdeeld in de volgende 37 barangays:
| - Anoling - Bacungan - Bangbang - Banilad - Buli - Cacawan - Calingag - Del Razon - Guinhawa - Inclanay - Lumangbayan - Malaya - Maliangcog | - Maningcol - Marayos - Marfrancisco - Nabuslot - Pagalagala - Palayan - Pambisan Malaki - Pambisan Munti - Panggulayan - Papandayan - Pili - Quinabigan | - Ranzo - Rosario - Sabang - Santa Isabel - Santa Maria - Santo Niño - Santa Rita - Wawa - Zone I - Zone II - Zone III - Zone IV |

## Demografie
Pinamalayan had bij de census van 2007 een inwoneraantal van 77.119 mensen. Dit zijn 4.168 mensen (5,7%) meer dan bij de vorige census van 2000. De gemiddelde jaarlijkse groei komt daarmee uit op 0,77%, hetgeen lager is dan het landelijk jaarlijks gemiddelde over deze periode (2,04%). Vergeleken met de census van 1995 is het aantal mensen met 11.216 (17,0%) toegenomen.

De bevolkingsdichtheid van Pinamalayan was ten tijde van de laatste census, met 77.119 inwoners op 282,26 km², 273,2 mensen per km².